# 210-я истребительная авиационная дивизия (2-го формирования)
 210-я истреби́тельная авиацио́нная диви́зия  — авиационное воинское соединение истребительной авиации Вооружённых сил СССР в Великой Отечественной войне.

## Полное наименование

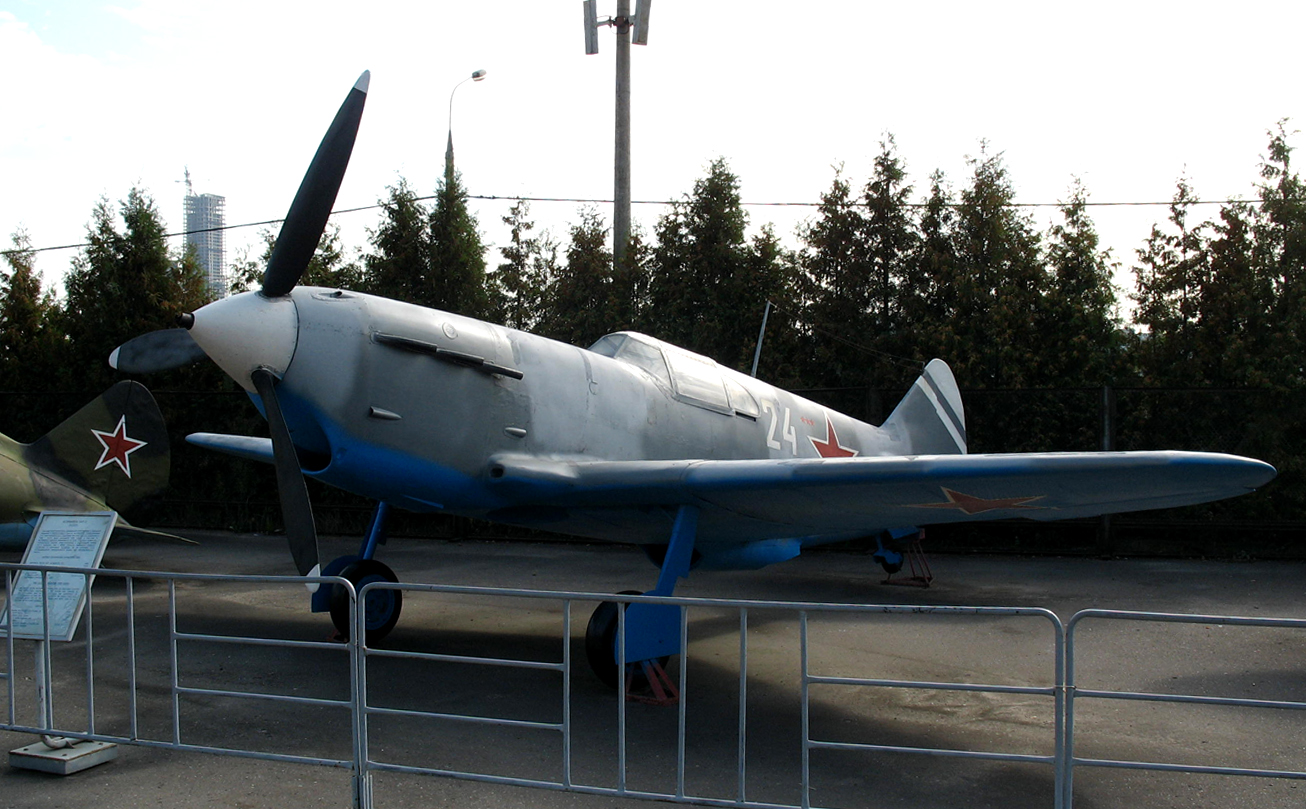
Истребитель ЛаГГ-3

210-я истребительная авиационная дивизия

## История формирования

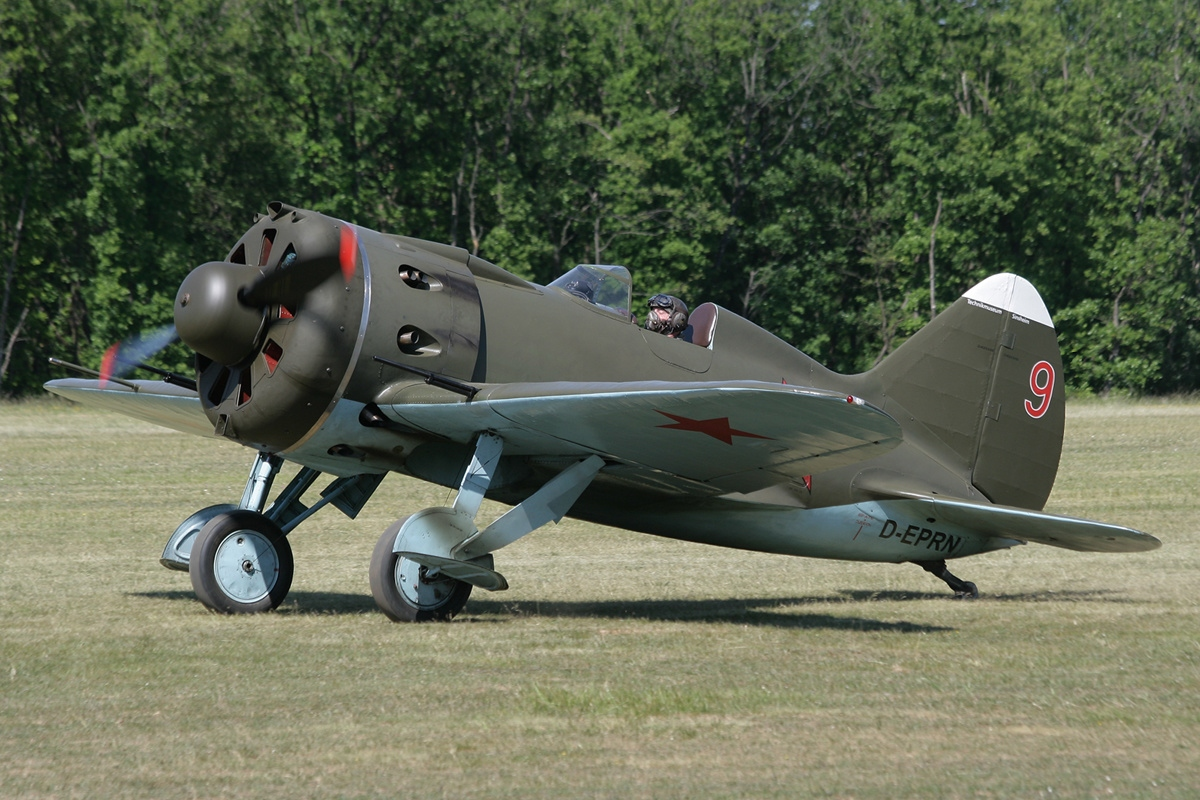
Самолёт 1-го гв. иап И-16

Сформирована Приказом НКО СССР10 июня 1942 года на базе Управления ВВС 31-й армии как 210-я истребительная авиационная дивизия 3-й воздушной армии Калининского фронта.

### История наименований
- Управление ВВС 31-й армии
- 210-я истребительная авиационная дивизия
- 3-я гвардейская истребительная авиационная дивизия
- 3-я гвардейская Брянская истребительная авиационная дивизия
- 3-я гвардейская Брянская Краснознамённая истребительная авиационная дивизия
- 3-я гвардейская Брянская Краснознамённая ордена Суворова истребительная авиационная дивизия
- 3-я гвардейская Брянская Краснознамённая ордена Суворова истребительная авиационная дивизия ПВО
- 98-я гвардейская Брянская Краснознамённая ордена Суворова истребительная авиационная дивизия ПВО

## В действующей армии
В составе действующей армии:
- с 14 июня 1942 года по 31 октября 1942 года, всего — 139 дней
- с 06 декабря 1942 года по 21 марта 1943 года, всего — 105 дней

Всего — 244 дня

## Состав
| Части                                            | Период                  |
| ------------------------------------------------ | ----------------------- |
| 1-й гвардейский истребительный авиационный полк  | 01.08.1942 — 15.10.1942 |
| 32-й гвардейский истребительный авиационный полк | 06.12.1942 — 23.03.1943 |
| 63-й гвардейский истребительный авиационный полк | 18.03.1943 — 23.03.1943 |
| 21-й истребительный авиационный полк             | 01.06.1942 — 08.06.1942 |
| 163-й истребительный авиационный полк            | 01.07.1942 — 16.11.1942 |
| 169-й истребительный авиационный полк            | 22.11.1942 — 18.03.1943 |
| 521-й истребительный авиационный полк            | 14.06.1942 — 14.08.1942 |

## Подчинение
| Дата            | Фронт (округ)     | Армия               | Корпус                                            | Примечания |
| --------------- | ----------------- | ------------------- | ------------------------------------------------- | ---------- |
| 14.06.1942 года | Калининский фронт | 3-я воздушная армия | -                                                 | -          |
| 01.07.1942 года | Калининский фронт | 3-я воздушная армия | -                                                 | -          |
| 01.08.1942 года | Калининский фронт | 3-я воздушная армия | -                                                 | -          |
| 01.09.1942 года | Калининский фронт | 3-я воздушная армия | -                                                 | -          |
| 22.10.1942 года | Калининский фронт | 3-я воздушная армия | 1-й истребительный авиационный корпус             | -          |
| 01.11.1942 года | Калининский фронт | 3-я воздушная армия | 1-й истребительный авиационный корпус             | -          |
| 06.12.1943 года | Калининский фронт | 3-я воздушная армия | 1-й истребительный авиационный корпус             | -          |
| 01.01.1943 года | Калининский фронт | 3-я воздушная армия | 1-й истребительный авиационный корпус             | -          |
| 01.02.1943 года | Калининский фронт | 3-я воздушная армия | 1-й истребительный авиационный корпус             | -          |
| 01.03.1943 года | Калининский фронт | 3-я воздушная армия | 1-й истребительный авиационный корпус             | -          |
| 18.03.1943 года | Калининский фронт | 3-я воздушная армия | 1-й истребительный авиационный корпус             | -          |
| 20.03.1943 года | Калининский фронт | 3-я воздушная армия | 1-й гвардейский истребительный авиационный корпус | -          |
| 23.03.1943 года | Калининский фронт | 3-я воздушная армия | 1-й гвардейский истребительный авиационный корпус | -          |

## Командиры дивизии
| Звание    | Имя                    | Период                  | Примечание |
| --------- | ---------------------- | ----------------------- | ---------- |
| полковник | Валентин Петрович Ухов | 14.06.1942 — 01.06.1944 |            |

## Участие в операциях и битвах
- Ржевско-Сычёвская стратегическая наступательная операция[3] с 30 июля 1942 года по 1 октября 1942 года
- Великолукская операция[3] с 23 ноября 1942 года по 18 марта 1943 года
- Демянская операция[3] с 15 февраля 1943 года по 28 февраля 1943 года

## Герои Советского Союза
- Анискин Александр Дмитриевич, гвардии старший лейтенант, старший лётчик 32-го гвардейского истребительного авиационного полка 210-й истребительной авиационной дивизии 1-го истребительного авиационного корпуса 3-й Воздушной армии 22 февраля 1943 года удостоен звания Герой Советского Союза. Посмертно.
- Гарам Михаил Александрович, гвардии старший лейтенант, старший лётчик 32-го гвардейского истребительного авиационного полка 210-й истребительной авиационной дивизии 1-го истребительного авиационного корпуса 3-й Воздушной армии 22 февраля 1943 года удостоен звания Герой Советского Союза. Золотая Звезда № 807.
- Гражданинов Павел Андреевич, лейтенант, командир звена 169-го истребительного авиационного полка 210-й истребительной авиационной дивизии 1-го истребительного авиационного корпуса 3-й Воздушной армии 01 мая 1943 года удостоен звания Герой Советского Союза. Посмертно.
- Котов Александр Григорьевич, гвардии старший лейтенант, заместитель командира эскадрильи 32-го гвардейского истребительного авиационного полка 210-й истребительной авиационной дивизии 1-го истребительного авиационного корпуса 3-й Воздушной армии 22 февраля 1943 года удостоен звания Герой Советского Союза. Золотая Звезда № 813
- Орехов Владимир Александрович, гвардии старший лейтенант, командир звена 32-го гвардейского истребительного авиационного полка 210-й истребительной авиационной дивизии 1-го истребительного авиационного корпуса 3-й Воздушной армии 01 мая 1943 года удостоен звания Герой Советского Союза. Золотая Звезда № 926.
- Савельев Василий Антонович, гвардии старший лейтенант, командир звена 32-го гвардейского истребительного авиационного полка 210-й истребительной авиационной дивизии 1-го истребительного авиационного корпуса 3-й Воздушной армии 01 мая 1943 года удостоен звания Герой Советского Союза. Золотая Звезда № 934.
- Федотов Андрей Андреевич, майор, штурман 169-го истребительного авиационного полка 210-й истребительной авиационной дивизии 1-го истребительного авиационного корпуса 3-й Воздушной армии 01 мая 1943 года удостоен звания Герой Советского Союза. Золотая Звезда № 967.
- Хользунов Алексей Иванович, гвардии лейтенант, заместитель командира эскадрильи 32-го гвардейского истребительного авиационного полка 210-й истребительной авиационной дивизии 1-го истребительного авиационного корпуса 3-й Воздушной армии 01 мая 1943 года удостоен звания Герой Советского Союза. Посмертно.